# The Rising – Aufstand der Helden
The Rising – Aufstand der Helden ist ein indischer Film von Ketan Mehta aus dem Jahr 2005. Er beruht lose auf dem Leben Mangal Pandeys und den Ereignissen, die zum Indischen Aufstand von 1857 gegen die britische Kolonialherrschaft führten.

## Handlung
Der indische Subkontinent in den 1850er-Jahren. Die britische East India Company kontrolliert direkt oder indirekt den ganzen Subkontinent, mit eigenen Gesetzen, einer eigenen Verwaltung und einer eigenen Armee. Die militärische Macht der Company stützt sich hauptsächlich auf das Heer der 300.000 sogenannten Sepoys – Soldaten indischer Herkunft. Während bei den Briten selbst die niederen Offiziere ein komfortables Leben genießen, leben die Sepoys wie die meisten Inder ein einfaches Leben, häufig in Armut und Analphabetentum. Die Briten blicken – häufig rassistisch motiviert – mit Herablassung auf die Inder herab, die wiederum durch das Kastenwesen und religiöse Trennlinien (vor allem zwischen Hindus und Muslimen) auf Gruppen in der eigenen Gesellschaft herabsehen.
Der aus der Brahmanen-Kaste stammende Hindu Mangal Pandey dient im 34. Regiment der Bengal Native Infantry, einer Sepoy-Einheit der East India Company. 1853 er bei einem Gefecht gegen Kämpfer des Emirat Afghanistan dem britischen Offizier Captain William Gordon das Leben. Zwischen den beiden Männern entwickelt sich eine ungleiche Freundschaft, wobei Mangal Gordon, der auch sein Vorgesetzter ist, stets respektvoll siezt. Nach dem Krieg kehren beide nach Barrackpur in Westbengalen zurück, wo ihr Regiment stationiert ist.
31. Dezember 1856. Am Neujahrsfest veranstaltet der Company-Generalgouverneur im westbengalischen Kalkutta in der Raj-Bhavan-Residenz eine Feier. Unter den Gästen sind indische und britische Adelige, Notablen und Offiziere der Comapny-Armee, unter ihnen auch Gordon. Für Irritation sorgt die junge Emily Kent, Tochter des Waffenhändlers Graham Kent, als sie im Aufzug eines indischen Tanzmädchens erscheint. Im Gegenzug dazu lobt Gordon sie, was Emily imponiert. Als beim Trinkspruch auf Königin Victoria ein indischer Kellner unabsichtlich den Inhalt der Getränke über Emilys Dekolleté schüttet, wird dieser von dem Offizier Hewson rassistisch beleidigt, aus dem Saal geworfen und vor der Residenz zusammengeschlagen, wo sich unter den Wachen auch Mangal Pandey befindet. Als Hewson den Mann mit einer Peitsche schlägt, stellt sich Mangal zwischen die beiden und lässt sie Schläge auf sich niedergehen. Als Hewson schließlich von ihm ablässt, zürnt Mangal über Gordons unterlassenes entschlossenes Eingreifen. Später versöhnen sich die beiden bei einem Ringkampf wieder miteinander.
Emily Kent ist von Captain Gordon angetan und verbringt mit ihm einen Ausflug auf einem indischen Jahrmarkt, wo ihr auch Mangal vorgestellt wird. Bald darauf werden sie Zeugen eines Sklavenmarktes, auf dem junge Frauen verkauft werden. Emily ist abgestoßen von dem Anblick und fragt verstört, warum die Company die Sklaverei toleriere, während sie in England abgeschafft sei. Gordon entgegnet, dass die Company die Sklaverei erlaubt, weil sie ihr nützt und verweist auf einen Briten, der in der Menge der Interessenten bietet. Die Company kauft die Mädchen, um sie an spezielle Bordelle zu verkaufen, in denen ausschließlich weiße Männer verkehren. Damit soll die Ausbreitung von Krankheiten verhindert werden. Emily, Gordon und Mangal werden Zeuge, wie die bildschöne Heera misshandelt und als Sklavin verkauft wird. Sie kommt in eines der speziellen Bordelle, das von Lol Bibi geleitet wird.
Emily pflückt auf einem Ausritt Mohnblumen, die auf riesigen Feldern angebaut werden. Als ihr Vater am Abend einen Gesellschaftsabend veranstaltet, zu dem auch Gordon geladen ist, erklärt er ihr auf ihre Nachfrage, dass die Blumen für die Inder keine religiöse Bedeutung haben, sondern indische Bauern vielmehr von der Company gezwungen werden, den Mohn anzubauen, aus dem Opium gewonnen wird. Die Company wiederum verschifft das Opium nach China, wo immer mehr Menschen zu Opiumsüchtigen werden. Da der Kaiser von China sich dem widersetzt, führt die Company bzw. Großbritannien den Zweiten Opiumkrieg gegen China. Emily und Gordon kommen sich näher.
Als die East India Company die neue Enfield Rifled Muskete für ihre Truppen ausgibt, macht sich unter den Sepoys das Gerücht breit, dass die Munitionspulverhülsen mit dem Fett von Rindern und Schweinen eingefettet worden sind – da Hindus Kühe als heilig und Muslime das Schwein als unrein ansehen, laufen sie Gefahr gegen religiöse Gebote zu verstoßen. Als Mangal und weitere Soldaten bei General John Bennet Hearsey vorsprechen, leugnet dieser das Gerücht. Die Sepoys geben sich damit zunächst zufrieden, doch als einige Zeit später ein Transport mit der Munition verunglückt und Hunde an den Pulverhülsen lecken, werden die Zweifel wieder wach. Als die neuen Gewehre und ihre Verwendung schließlich präsentiert wird, weigern sich die Sepoys die Hülsen in den Mund zu nehmen. Als die britischen Offiziere sich besprechen und versichert wird, dass an den Gerüchten nichts dran sei, spricht Gordon zu den Sepoys und erklärt, dass das Gerücht falsch sei und bittet einen Soldaten freiwillig das Gewehr abzufeuern. In seinem Glauben an Gordons Worte tritt Mangal schließlich vor und beißt das eingefettete Ende der Hülse ab, lädt das Gewehr und feuert es ab.
Da seine Soldatenkameraden nach wie vor nicht überzeugt sind, gehen sie auf Distanz zu Mangal und drohen ihn gesellschaftlich auszustoßen, sollte das Gerücht sich als wahr herausstellen. Der wenig gebildete Mangal sucht das Gespräch mit Gordon und bittet ihn zu erklären, wer und was die Company ist. Gordon vergleicht die Company mit dem hinduistischen Dämon Ravana, zusammengehalten durch die Macht der Gier. Kurz darauf werden die beiden Zeugen einer Sati-Prozedur, einer Witwenverbrennung. Gordon greift ein und rettet die Witwe Jwala, ehe sie von den Männern der Prozession auf dem Scheiterhaufen verbrannt werden kann. Die Männer fordern Gordon auf, ihnen die Frau zurückzugeben, doch Gordon weigert sich mit Verweis auf das Verbot der Witwenverbrennung durch die Briten, die ein Verbrechen und ein kaltblütiger Mord sei. Dank Mangals Eingreifen kann Gordon mit der ohnmächtigen Jwala fliehen und bringt sie in sein privates Anwesen, wo er sie pflegt. Als die Familie von Jwalas Ehemann ihr weiter nach dem Leben trachtet, rettet Gordon sie ein weiteres Mal. Zwischen ihm und Jwala entwickelt sich eine Vertrauensbeziehung, die schließlich auch zu einer romantisch-sexuellen Beziehung wird.
Lockwood, ein Inspekteur der East India Company findet heraus, dass der Kaufmann Sorabji illegal Opium gehandelt hat. Dieser versucht ihn zu bestechen, doch Lockwood bleibt hart. Er führt die Spur zurück zu einem Dorf, lässt die Ernte beschlagnahmen und will die Bevölkerung vertreiben. Die verzweifelten Bauern, die das Opium auch Anordnung ihres Grundbesitzers angebaut haben, flehen um Gnade, doch es kommt zur Eskalation und der Oberaufseher gibt den Sepoys den Feuerbefehl auf ihre eigenen Landsleute. Das Dorf wird niedergebrannt. Mangal hat moralisch immer stärker mit seiner Arbeit als Sepoy für die Company zu kämpfen.
Im Bordell von Lol Bibi ist die schöne Heera inzwischen zu einer exzellenten, verführerischen Kurtisane ausgebildet worden. Eines Abends tanzt sie für die weißen Gäste des Freudenhauses, wobei der betrunkene Hewson von ihr äußert angetan ist. Als er erfährt, dass er sie für diese Nacht nicht als Lustsklavin haben darf, da sie schon an einem anderen Offizier vergeben ist, zerrt er sie aus dem Bordell, wo Mangal sich ihm wutentbrannt entgegenstellt. Es kommt zu einer Schlägerei, an deren Ende Mangal verletzt wird, aber von Gordon gerettet wird. Als er zu einem britischen Arzt gebracht wird, überprüft dieser gerade die Kurtisanensklavinnen von Lol Bibi auf Geschlechtskrankheiten. Die Mädchen interessieren sich sehr für Mangal, der sie auffordert ihn in Ruhe zu lassen und ihre Körper an die Weißen zu verkaufen. Heera, die ebenfalls anwesend ist, entgegnet, die Mädchen mögen den Weißen ihre Körper verkaufen; die Sepoys aber hätten ihnen ihre Seele verkauft. Später sucht Mangal das Gespräch mit Heera, die als kleines Mädchen in die Sklaverei geriet und seither an mehrere Besitzer verkauft wurde. Beide fühlen sich zueinander hingezogen.
Mangal wird erneut mit den Gerüchten um die mit Rinder- und Schweinefett getränkten Hülsen konfrontiert, diesmal mit einer Fabrik, die Sorabji gehört. Er gesteht, dass die Gerüchte wahr sind und er Rinder- und Schweinefett verwenden musste, da die Company wollte, dass das billigste Fett verwendet wird. Mangal konfrontiert Gordon mit seiner Erkenntnis und wirft ihm vor ihn belogen zu haben und nun in seiner Gemeinde ausgestoßen zu sein. Mangal kündigt Gordon die Freundschaft und radikalisiert sich immer mehr. Von seinen Sepoy-Freunden wird er jedoch nicht wie befürchtet verstoßen, da sie anerkennen, dass er nicht wieder besseren Wissens gehandelt hat. Für Gordon jedoch ist der Vorfall ein Alarmsignal und er drängt gegenüber der Company-Führung darauf, die Munition nicht zu verwenden. Auch General Hearsey ist nicht überzeugt, da sich ein weiteres Regiment geweigert hat die Munition zu verwenden. George Anson, der britische Oberbefehlshaber lehnt jedoch ab und will die Sepoys zwingen die Munition zu verwenden. Doch erneut weigern sich die Sepoys, die nun offen meutern und die Waffenkammer plündern.
Gordon versucht Mangal zu überzeugen, die Meuterei zu beenden, doch er weigert sich. Gordon fleht Anson an, die Munition zurückzuziehen und warnt vor einem Aufstand. Anson weigert sich und befiehlt Truppen aus Rangun für eine mögliche Aufstandsniederschlagung nach Kalkutta zu verlegen. Um die meuternden Sepoys vorläufig ruhigzustellen, wird ihnen eine Untersuchung des Falls und Straffreiheit versprochen. Die Sepoys werden von Azimullah Khan und Tantya Tope aufgesucht, die die Sepoys auffordern wollen, an der Seite ihres Maharadscha Nana Sahib zum Krieg gegen die Briten auf. Die Sepoys stimmen zu sich unter dem Banner des Großmoguls Bahadur Shah II. im Kampf gegen die Briten zu vereinen. Die rebellierenden Sepoys hoffen an ihre dreihunderttausend Sepoy-Kameraden zum Aufstand aufwiegeln zu können und in einem Überraschungsschlag die nur vierzigtausend britischen Soldaten am 31. Mai 1857 niederzuringen.
Die Sklavenkurtisane Heera ist inzwischen Mangals Geliebte geworden. Durch ihre Arbeit als Prostituierte im Bordell von Lol Bibi erfährt sie von dem betrunkenen Hewson, dass am 1. April die britischen Verstärkungstruppen aus Rangun in Kalkutta eintreffen werden, um die meuternden Sepoys zu entwaffnen. Sie informiert Mangal darüber. Die Sepoys entscheiden sich früher zuzuschlagen, doch die Briten bekommen Wind davon und vereiteln den Plan. Die Verstärkungstruppen treffen bereits am 29. März ein. Mangals verzweifelter Versuch die Rebellion zu beginnen, endet in einer Katastrophe, bei der er selbst gefangen genommen. Mangal wird der Prozess gemacht, er wird zum Tode verurteilt, trotz Gordons Versuch zu erklären, was geschehen ist und wie bedroht die Company durch den sich abzeichnenden Aufstand ist.
In der Nacht vor seiner Hinrichtung wird Heera zu Mangal in die Zelle gelassen, wo sie heiraten. Am nächsten Tag wird Mangal öffentlich gehängt. Die Wut bricht sich Bahn und führt zum großen Indischen Aufstand von 1857. Nach einem Jahr haben die Briten den Aufstand niedergeschlagen, doch wurde die East India Company vernichtet und die britische Krone übernahm die direkte Herrschaft. Mangal Pandey wird zu einer Inspiration für die Indische Unabhängigkeitsbewegung.

## Kritiken
„Überzeugendes, auf tatsächlichen Ereignissen basierendes Epos um Freundschaft, Verrat und kolonialen Standesdünkel, das den ersten indischen Befreiungskrieg thematisiert. Bollywood-Elemente halten sich in Grenzen und ordnen sich der Geschichte unter.“

## Hintergründe
Der Film zeichnet sich durch eine äußerst ambivalente und diverse Darstellung der gesellschaftlichen Strukturen im Indien des Jahres 1857 aus, bei der Schwarz-Weiß-Zeichnungen vermieden werden. So ist die East India Company zwar der Antagonist des Films, nicht aber pauschal die Briten, bei denen etwa Figuren wie William Gordon und Emily Kent als Sympathieträger hervorstechen, die sich ernsthaft für die Belange der Inder einsetzen und interessieren. Die indische Gesellschaft ihrerseits zeigt trotz ihrer Unterdrückung und Diskriminierung viele Schattenseiten, etwa die innergesellschaftliche Diskriminierung durch das Kastensystem, sowie im modernen Kontext amoralisch bewertete Phänomene wie die Sittenverbrennung und der Sklavenhandel. Im Moment des Aufstands gegen die Briten finden sich wiederum Situationen, in denen sich Inder schützend vor Briten stellen, die mit dem Tode bedroht sind.
- Aishwarya Rai wurde zuerst die Rolle der Jwala angeboten, da sie ablehnte, übernahm Amisha Patel die Rolle.
- Nach Aishwarya Rai wurde Rani Mukherji angeboten, Jwala zu spielen, aber ihr gefiel die Heera so gut, dass sie fragte, ob sie Heera spielen könne.

## Musik
| # | Titel                 | Sänger                                                    | Länge |
| - | --------------------- | --------------------------------------------------------- | ----- |
| 1 | "Al Maddath Maula"    | A. R. Rahman, Kailash Kher, Murtuza Khan, Kadir           | 05:55 |
| 2 | Holi Re               | Aamir Khan, Udit Narayan, Madhushree, Srinivas, Chinmayee | 04:51 |
| 3 | Main Vari Vari        | Kavita Krishnamurthy, Reena Bhardwaj                      | 04:51 |
| 4 | Mangal Mangal         | Kailash Kher                                              | 02:29 |
| 5 | Mangal Mangal – Aatma | Kailash Kher Sukhwinder Singh                             | 04:19 |
| 6 | Mangal Mangal – Agni  | Kailash Kher                                              | 02:25 |
| 7 | Rasiya                | Richa Sharma, Bonnie Chakraborty                          | 05:55 |
| 8 | Takey Takey           | Sukhwinder Singh, Kailash Kher, Kartick Das Baul          | 04:31 |

## Auszeichnungen
- 2005: NETPAC Special Jury Award für Ketan Mehta